# Leon Benbow
Leon Benbow (Columbia, 23 luglio 1950) è un ex cestista statunitense, professionista nella NBA.

## Carriera
Venne selezionato dai Chicago Bulls al secondo giro del Draft NBA 1974 (27ª scelta assoluta).